# Carsten Steinert
Carsten Steinert (* 25. Februar 1972 in Hanau am Main) ist ein deutscher Wirtschaftswissenschaftler. Als Professor für Personalmanagement lehrt und forscht er an der Hochschule Osnabrück.

## Leben und Wirken
Aufgewachsen in Rodenbach (Main-Kinzig-Kreis), erwarb Steinert das Abitur an der Kopernikusschule in Freigericht. Im Anschluss an den Zivildienst studierte er Wirtschaftswissenschaften an der Johann Wolfgang Goethe-Universität in Frankfurt am Main. Es folgte eine Lehrtätigkeit am Winchester College in England. Danach promovierte er 2001 berufsbegleitend auf dem Gebiet der Personalentwicklung am Fachbereich Wirtschaftswissenschaften der Goethe-Universität.
Steinert war als Berater für den Bereich Human Resource Management sowie als Personalmanager eines internationalen Finanzdienstleistungskonzerns tätig. Währenddessen war er fünf Jahre ehrenamtlicher Richter am Arbeitsgericht in Frankfurt am Main.
Im Jahr 2008 wurde Steinert als Professor für Personalmanagement an die Hochschule Osnabrück berufen. Er übernahm die Verantwortung für den Bachelor-Studiengang Betriebswirtschaft und Management, einem der größten Studiengänge der Hochschule. Zudem engagiert er sich in zahlreichen Gremien, war Sprecher des Profils Betriebswirtschaftslehre und ist langjähriges Mitglied des Fakultätsrates.
Als Wissenschaftler beschäftigt er sich insbesondere mit dem Themenbereich der Mitarbeiterführung. Seine Studien zum Stellenwert der Personalführung in deutschen Unternehmen riefen ein breites mediales Interesse hervor.